# Vinröd rosenfink
Vinröd rosenfink (Carpodacus vinaceus) är en asiatisk bergslevande fågel i familjen finkar inom ordningen tättingar.

## Fältkännetecken

### Utseende
Vinröd rosenfink är en medelstor (13-16 cm), rätt kraftig rosenfink med konformad näbb, kluven stjärt och karakteristiska vita spetsar på tertialerna. Hanen är mörkt karmosinröd med diffus streckning ovan och rosa ögonbrynsstreck. Honan saknar ögonbrynsstreck och är varmt brunbeige och lätt streckad både ovan och under.

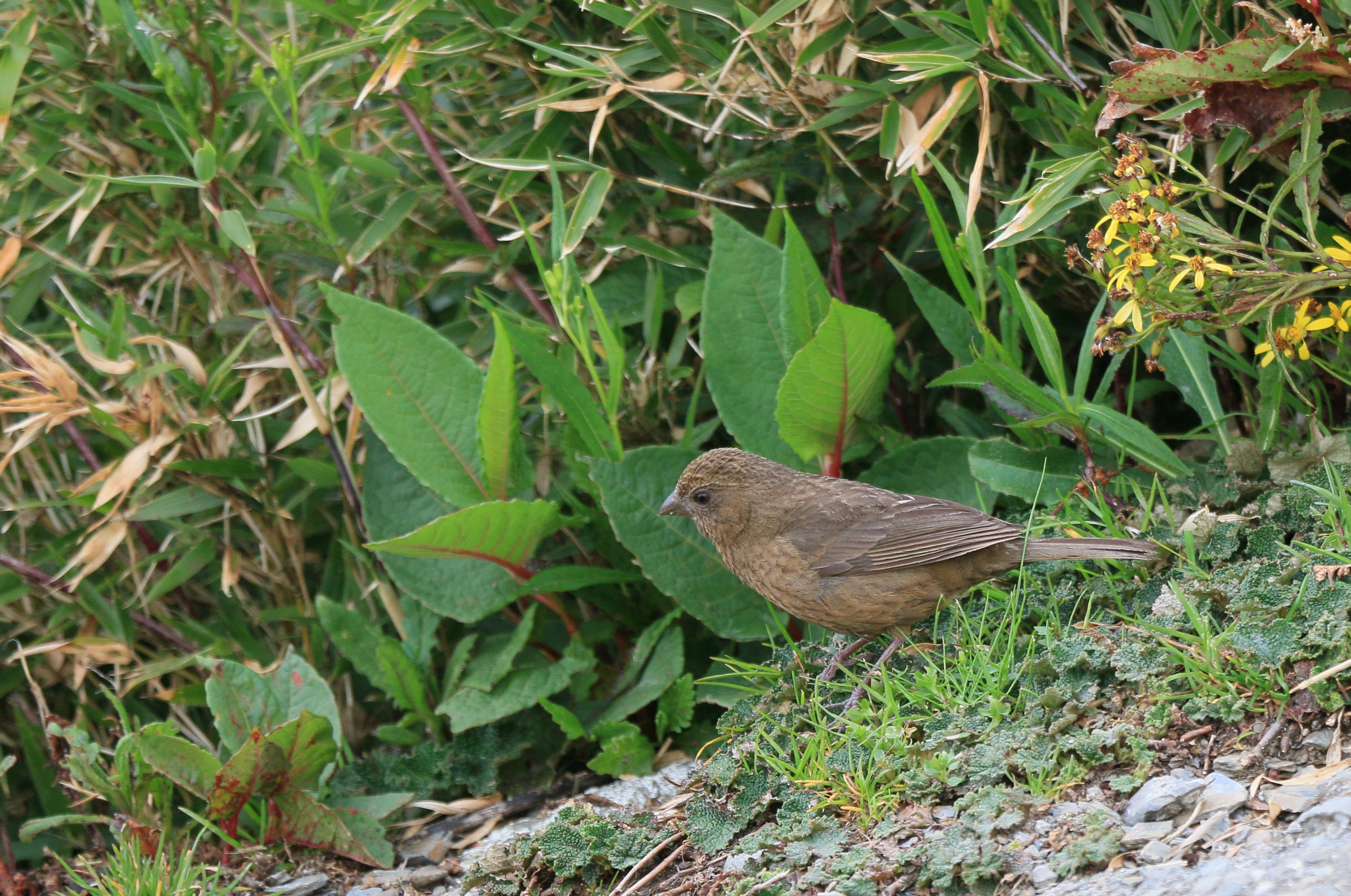
Hona.

Liknande taiwanrosenfinken (C. formosanus), tidigare behandlad som underart, skiljer sig genom något större storlek, längre stjärt, avvikande läte, mer vitt i tertialerna hos hanen och kraftigare streckat bröst hos honan.

### Läten
Sången är enkel och distinkt: "pee-dee, be do-do". Bland lätena hörs ett hårt "pwit".

## Utbredning och systematik
Vinröd rosenfink förekommer i västra Kina (från södra Gansu och norra Shaanxi till Sichuan); övervintrar söderut till Myanmar. Tidigare betraktades taiwanrosenfink (C. formosanus) utgöra en underart till vinröd rosenfink, men urskiljs numera på grund av morfologiska, dräktsmässiga och genetiska skillnader. Förutom taiwanrosenfinken är vinröd rosenfink även nära släkt med fläckvingad rosenfink, på lite längre avstånd rosabrynad rosenfink, yunnanrosenfink och brun rosenfink.

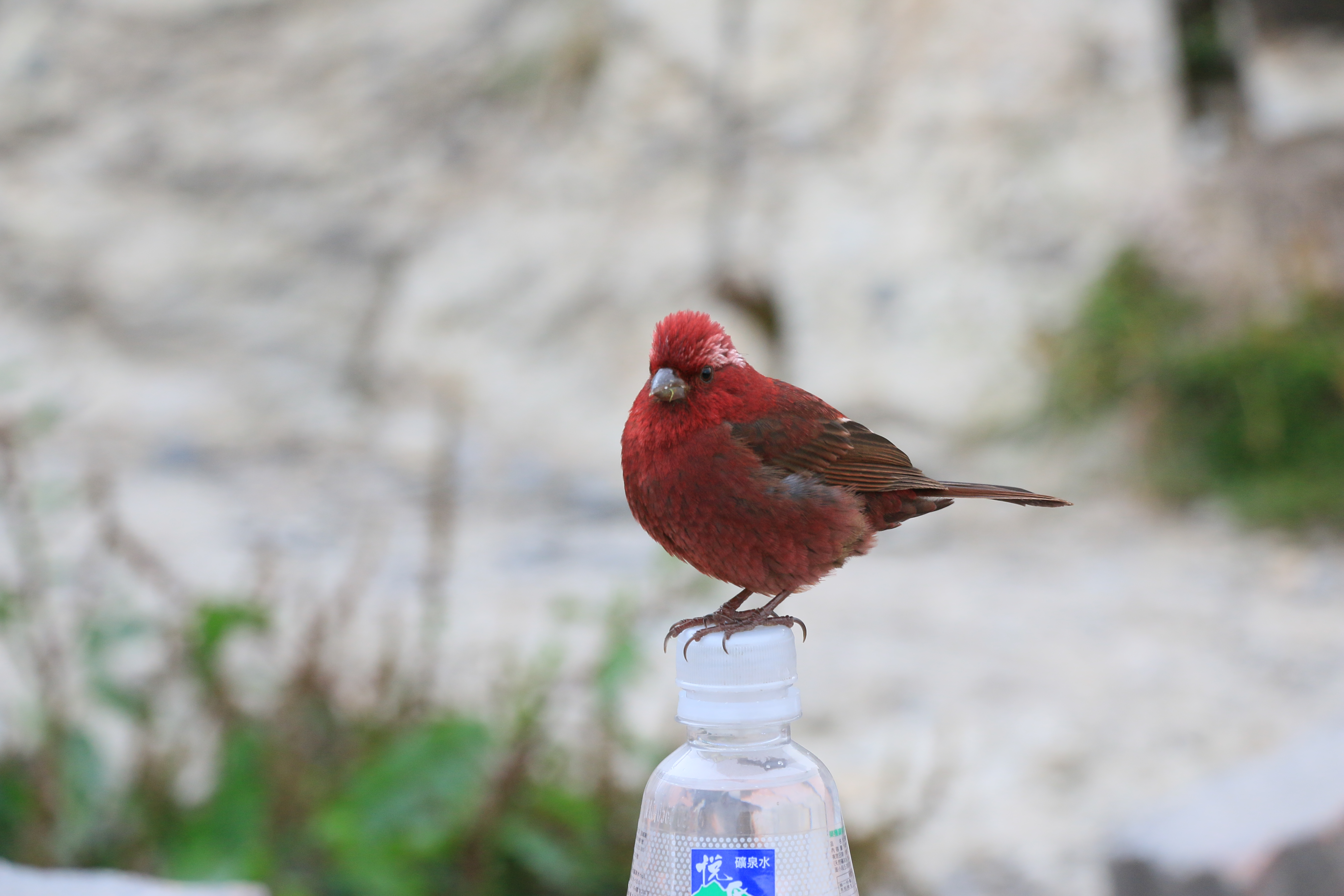

## Levnadssätt
Vinröd rosenfink återfinns i fuktskogars täta undervegetation i lägre bergstrakter mellan 1970 och 3400 meters höjd. Den födosöker på marken eller lågt i buskar efter olika sorters frön. Honan ruvar i juli i Nepal.

## Status och hot
Arten har ett stort utbredningsområde och en stor population med stabil utveckling och tros inte vara utsatt för något substantiellt hot. Utifrån dessa kriterier kategoriserar internationella naturvårdsunionen IUCN arten som livskraftig (LC). Världspopulationen har inte uppskattats men den beskrivs som fåtalig eller ovanlig.